# 西路商場
西路商場（Westroads Mall），是美國內布拉斯加州的一個大型商場，位於奥馬哈。 西路商場內有135家商店，每年有1450万人次来此购物。商場內最大的一家租戶是Von Maur百貨公司。
西路商場由地產發展商約翰・Wiebe 開發，修建設計花費2500萬美元，包括1500萬元商店存貨及裝修。西路商場於1968年8月1日開業。最初只有68個租戶，一個直昇機機場在屋頂。 在1977年保誠保險以4500萬由發展商Wiebe手上購入此購物中心的大部分。 在1997年，General Growth Properties買下西路商場的全部業權。西路商場曾經有多次大裝修，包括1990年、1995年、1999年及2003年。 西路商場的出租面積有1200萬平方呎。

## 相關
- 西路商場槍擊案

## 外部參考
- 維基英文地圖: 西路商場（页面存档备份，存于）
- 西路商場官方網址 （页面存档备份，存于）